# 麦穗 (台湾诗人)
麦穗（1930年—2023年），台湾诗人、散文家。本名杨华康，曾用笔名姚江人、沈偬等，被誉为“森林诗人”，生于上海，祖籍浙江餘姚。

## 生平
1930年10月14日，生于上海。早年从商，干过公司职员、店员、送货生等职业。1948年，移居台湾，曾在台湾森林业工作三十余年。曾任臺灣省林務局（今行政院農業委員會林務局）烏來臺車站站長，臺灣省總工會組長等职。结业于中華文藝函授學校詩歌班。1952年，开始创作现代诗。与吴望尧、秦松等结成诗社「明天诗社」，并出版诗月刊《明天诗讯》。
曾加盟纪弦创办之「现代派」。也是台湾著名编辑、报人，历任月刊《劳工世界》主编，《现代文艺》的编委，半年刊《诗歌艺术》的主编、诗刊《秋水诗刊》的编委、月刊《林友月刊》的主编、兒童詩刊《布穀鳥》編輯委員。
曾任台湾新诗学会副秘书长，是台湾诗歌艺术学会创会常务理事、中國文藝協會副祕書長。

## 荣誉
曾获台湾文学创作多项荣誉，有：
- 诗运奖
- 中兴文艺奖章
- 台湾文协文艺奖章
- 中國詩歌協會詩歌創作獎章
- 詩教獎等獎

## 作品
主要作品有：
- 《十里洋场大世界》，散文集
- 《满山芬芳》，散文集
- 《乡旅散曲》（与季予合著），诗集
- 《森林》，诗集
- 《孤峰》，诗集
- 《荷池向晚》，诗集
- 《麦穗选集》，诗集